# Eyüp Ertan
Eyüp Ertan (* 17. September 1996) ist ein deutsch-türkischer Journalist und ehemaliger Kinderschauspieler.
Im Jahr 2010 bekam er die Rolle des Cem Akcay in der ARD-Kinderserie Tiere bis unters Dach. Diese spielte er bis zur 3. Staffel in 26 Folgen. In Folge 52 Mach's gut Greta hat Ertan einen Gastauftritt. Ertan studierte nach dem Abitur in Freiburg Deutsch und Geschichte auf Bachelor und dann den Master in Deutscher Literatur. Seit 2014 arbeitet er für die Badische Zeitung, erst als Praktikant, anschließend als freier Mitarbeiter.